# 傑森·麥卡蒂爾
傑森·韋恩·麥卡迪亞（英語：Jason Wynne McAteer，1971年6月18日—）是一名己退役的愛爾蘭職業足球員。他的主要位置為中埸，但亦能以左翼及左右後衛。他的職業生涯多次轉會費達900萬英鎊。

## 生平

### 球員
早期生涯
麥卡迪亞在保頓出道，共上陣114次。他的表現令他在1995/96年球季初被利物浦以450萬英鎊簽下。但是，他的表現一般。最後，在1998/99年季尾被以400萬英鎊賣至布力般流浪。他在翌季協助球隊重返英超。
新特蘭
在2001年1月，他以100萬英鎊被賣至新特蘭。雖然當季他共上陣27次，但仍未能協助球隊護級。他在新特蘭逗留多一季並成為隊長，但球隊卻在升班附加賽中不敵水晶宮。他因在跟曼聯比賽時給堅尼弄傷而缺席附加賽。這亦被視為兩人及後交惡的導火線。
燦美爾
在季後，麥卡迪亞找不到球隊落班。最後，他只好加盟自己家鄉英甲球會燦美爾，簽約兩年。他成了球隊新隊長。可是，他再一次在附加賽失利，在首輪不敵哈特普爾。在2007年約滿後宣佈退役。

### 國家隊
麥卡迪亞在2002年世界盃足球賽外圍賽在主場以10人應戰下射入致勝一球，令球隊壓倒荷蘭出線。

### 教練
麥卡迪亞退役後在車士打當教練。2009年6月15日重返燦美爾擔任班尼斯的副手，但不足4個月，兩人便因球隊成績差劣而一同被辭退。

## 榮譽
保頓
- 1995年：英格蘭聯賽盃亞軍

利物浦
- 1996年：英格蘭足總盃亞軍

## 外部連結
- Thisisanfield.com 獨家訪問
- 足球数据库：麥卡迪亞的球员统计数据

| 前任： | 新特蘭隊長 2003 | 繼任： |